# Château d'Uwajima
Le château d'Uwajima (宇和島城, Uwajima-jō) est un hirayamashiro (château en hauteur) situé à Uwajima, préfecture d'Ehime au Japon, aussi connu sous le nom de « Tsurushima-jo ». Ce château est bien connu comme étant l'un des douze châteaux japonais à toujours posséder son donjon original construit à la période Edo.

## Histoire
Le château fut construit en 1596 par Takatora Tōdō, un daimyō, après avoir reçu un petit fief de Toyotomi Hideyoshi en 1595. Date Munetoshi engagea d'importants travaux de réparation et de développement en 1671.

## Galerie

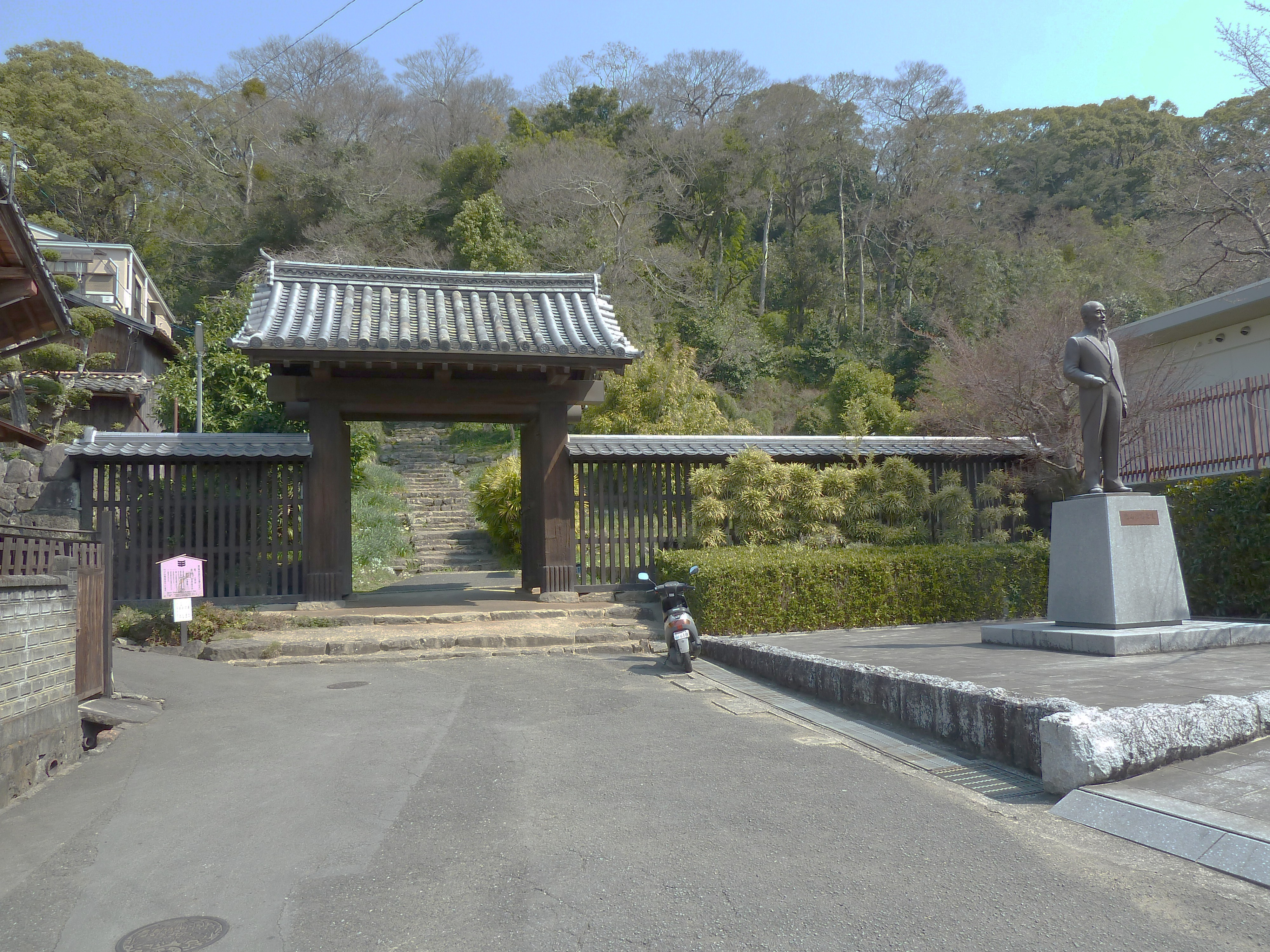
Porte principale.
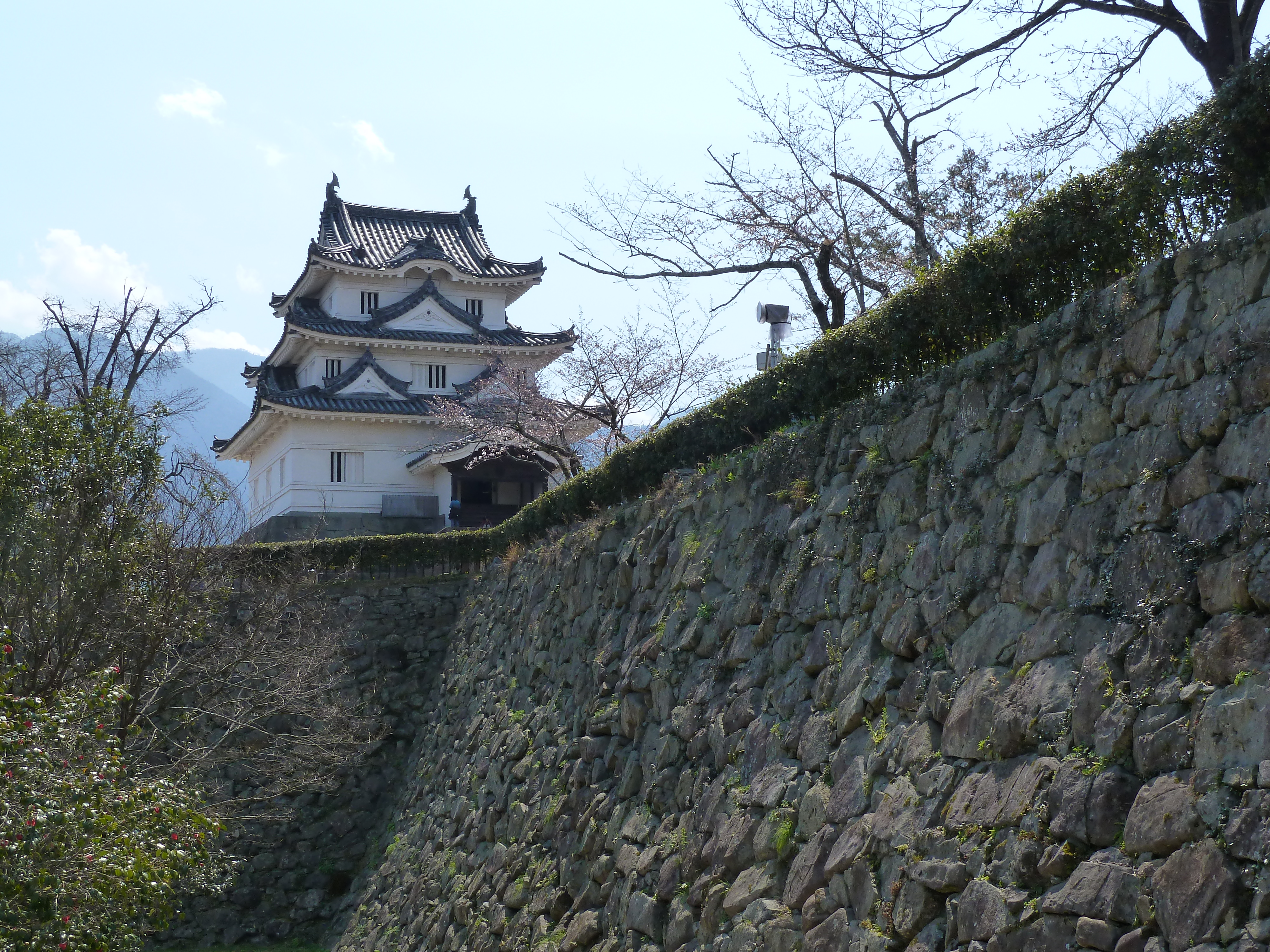
Donjon du château.